# Descarga parcial
En electricidad, el término descarga parcial (PD) hace referencia a una ruptura dieléctrica localizada en una pequeña región de un sistema sólido o líquido de aislamiento eléctrico sometido a condiciones de estrés de alta tensión que no puentea el espacio entre dos conductores.
Una descarga de tipo PD puede dañar el material de aislamiento circundante por la erosión del aislamiento. Además, los gases corrosivos emitidos por una fuente de descargas de tipo PD pueden producir daños adicionales al aislamiento circundante y a las piezas metálicas, estableciendo zonas adicionales sujetas a descargas de tipo PD. A la larga, el medio aislante puede fallar produciendo llama, y esta, a su vez, daños en los aparatos eléctricos, interrupciones del suministro eléctrico, incendios y explosiones.

## Tipos de descarga parcial
La norma IEC 60270 define las descargas parciales como “descargas localizadas de electricidad que sólo puentean parcialmente el aislante entre conductores”. Esta amplia definición incluye desde descargas de tipo PD relativamente inofensivas hasta otras que son difíciles de detectar en campo y pueden ser muy destructivas. Es útil, por tanto, dividir las descargas parciales en tres categorías.
La descarga en corona es la descarga que se produce en el aire o el gas que rodea un conductor. Tiene lugar cuando el campo eléctrico localizado excede la tensión de ruptura del aire o el gas circundante. Esto ocurre típicamente en las puntas o en los bordes afilados de los conductores. En particular, es muy común en equipos de exteriores.
La descarga en corona puede considerarse relativamente inofensiva en equipos de exteriores, ya que los gases corrosivos son eliminados o transportados lejos por los efectos meteorológicos. Sin embargo, si la descarga en corona tiene lugar en un entorno cerrado, los gases corrosivos no tienen salida y pueden producir daños adicionales. La descarga en corona en equipos de exteriores es, a menudo, difícil de eliminar; por otra parte, el diseño de ciertos equipos favorece intrínsecamente este tipo de descargas. Se considera una práctica recomendada, no obstante, eliminar las fuentes de descarga en corona siempre que ello sea posible, durante el mantenimiento habitual, ya que pueden enmascarar problemas más serios.

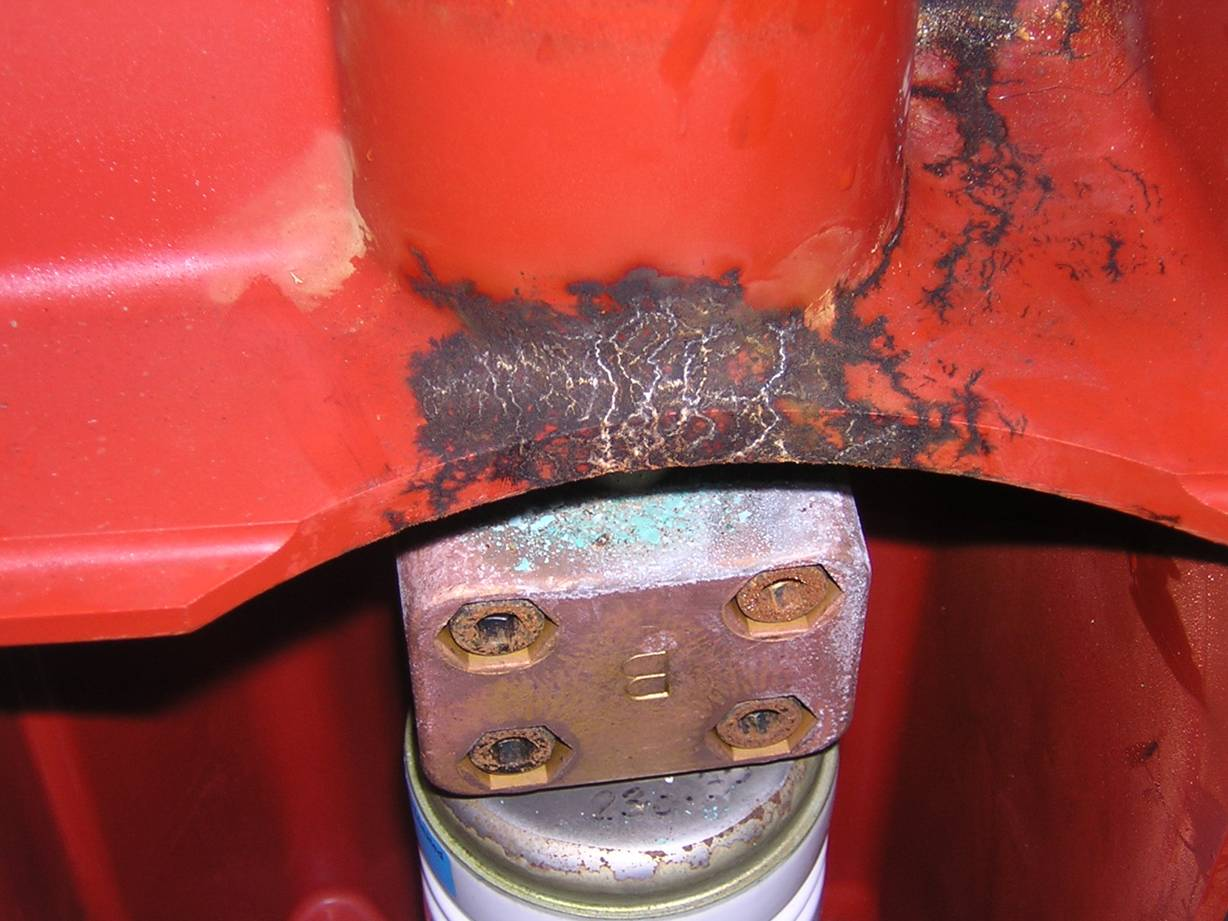
Carro de interruptor mostrando los daños causados por una descarga superficial

La descarga superficial es la que se produce en la superficie de un aislador; su resultado más típico es la generación de pistas de conducción en la superficie del aislador y la reducción de su eficacia. Está estrechamente asociada a la contaminación y la humedad, y es una forma de descarga parcial relativamente común. 
La descarga superficial es particularmente dañina en aislantes encapsulados en resina o poliméricos. Si no se detectan y reparan, los puntos de descarga crecen y pueden llegar a arder. Es también posible que se formen grietas en el esmalte de los aisladores de porcelana y la cerámica que contienen resulte dañada. Si la causa de la descarga superficial es la contaminación y aquella se detecta a tiempo, a veces es posible limpiar los aisladores de vidrio o porcelana antes de que se produzcan daños a largo plazo. 

La descarga interna es un tipo de descarga que se produce en el interior del material o líquido aislante y está asociada a pequeñas cavidades huecas, a menudo microscópicas en un principio, existentes en el interior del aislador sólido o líquido. Es una forma relativamente poco frecuente de descarga parcial. 

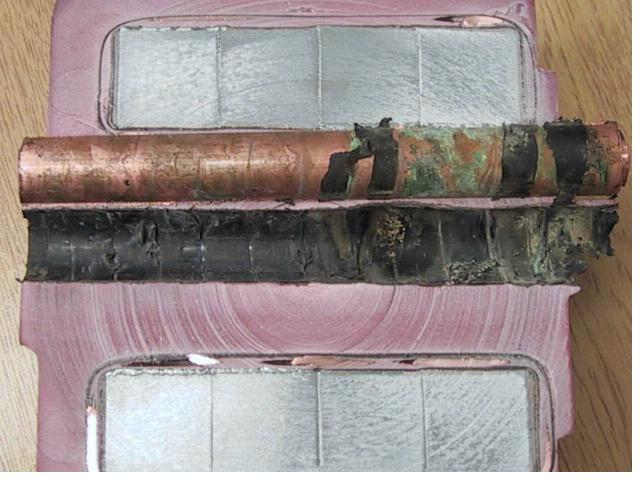
Transformador de corriente seccionado para mostrar los daños producidos por una descarga interna

La descarga interna es la más difícil de diagnosticar en campo, ya que el problema no presenta síntomas visibles o audibles. Sin embargo, si no se repara y llega a producirse llama, no existirá una vía de escape para la liberación de la energía calorífica, de rápida emisión, y el aislador podría explotar.
Hay que tener en cuenta, sin embargo, que algunos libros de texto y sitios web utilizan diferentes definiciones para la descarga en corona. En ocasiones se denomina “descarga en corona” tanto a la descarga en corona (de acuerdo con la definición anterior) como a la descarga superficial. Algunas veces, la descarga en corona se usa como sinónimo de descarga parcial para cubrir las tres definiciones anteriores. Con frecuencia, las descargas internas se omiten.

## Medida y detección de la descarga parcial
Cuando se inicia la descarga parcial, aparecen pulsos transitorios de corriente de alta frecuencia cuya duración oscila entre los pocos nanosegundos y el microsegundo; luego desaparecen y vuelven a aparecer repetidamente. Las corrientes procedentes de descargas de tipo PD son difíciles de medir a causa de su pequeña magnitud y corta duración. El evento puede detectarse como un cambio muy pequeño en la corriente consumida por la muestra sometida a prueba. Uno de los métodos que permiten medir tales corrientes es colocar una pequeña resistencia de medida de corriente en serie con la muestra, y ver en un osciloscopio la tensión generada utilizando un cable coaxial del calibre adecuado. La salida de esta prueba se detecta generalmente como un cambio en la carga, y se expresa en pC. Esta es la base de la metodología descrita en la norma IEC 60270, en ocasiones denominada “medida de carga aparente”.
Las medidas que describe la norma IEC son ideales para medidas de laboratorio, en las que el sistema puesto a prueba se puede alimentar con una fuente de laboratorio limpia, se dispone de accesorios de prueba y el sistema se sitúa en el interior de una jaula de Faraday. Las medidas de campo no pueden realizarse con una jaula de Faraday y la fuente de alimentación suele distar mucho de una fuente ideal en tales casos. Son medidas expuestas a ruido y, en consecuencia, menos sensibles.
Existen, no obstante, otros métodos que permiten realizar medidas en campo y, aunque no resultan tan sensibles como las medidas que describe la norma IEC, son notablemente más apropiados. Las medidas en campo deben ser, por necesidad, rápidas, seguras y sencillas si están destinadas a su aplicación por propietarios y operadores de equipos MT y AT. 
Las tensiones transitorias a tierra (TEV) son picos de tensión inducidos en la superficie de las piezas metálicas circundantes. Estos se producen porque la descarga parcial crea picos de corriente en el conductor y, por tanto, también en las piezas metálicas conectadas a tierra situadas en las proximidades del conductor. Los pulsos TEV están repletos de componentes de alta frecuencia, como resultado de lo cual el conjunto metálico del sistema conectado a tierra presenta una considerable impedancia a tierra. Es el origen de los picos de tensión. Estos permanecen en la superficie de las piezas metálicas circundantes (hasta una profundidad de 0,5 micras en acero dulce a 100 MHz) y forman lazos de corriente alrededor de la superficie exterior allí donde exista una discontinuidad en la estructura metálica. Existe un efecto secundario por el que las ondas electromagnéticas generadas por la descarga parcial generan también picos TEV en las piezas metálicas circundantes, actuando tales piezas metálicas como una antena. Los picos TEV son fenómenos muy útiles para detectar y medir descargas parciales, ya que pueden detectarse sin efectuar conexiones eléctricas ni retirar ningún panel.

Las medidas ultrasónicas se basan en el hecho de que una descarga parcial emite ondas sonoras. La banda de frecuencia de las emisiones suele centrarse en 40 kHz, pero se extiende hasta el área audible en el caso de descargas extremadamente perjudiciales. Las descargas internas no emiten ultrasonidos. La utilidad de la detección ultrasónica está, por tanto, restringida a descargas superficiales y descargas en corona. 

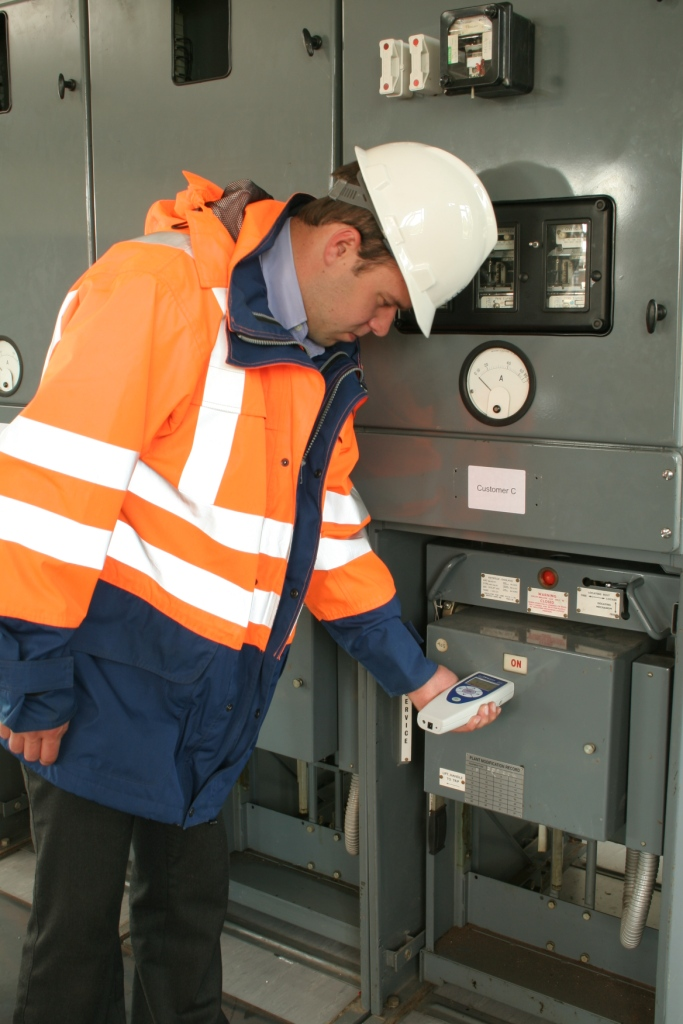
Ingeniero comprobando la descarga parcial utilizando un instrumento portátil que combina las técnicas TEV y ultrasónica

La detección del campo electromagnético permite captar las ondas de radio generadas por la descarga parcial. Como ya se ha indicado anteriormente, las ondas de radio pueden generar picos TEV en la estructura metálica circundante. Puede lograrse una mayor sensibilidad de medida, especialmente a mayores tensiones, utilizando antenas UHF integradas o antenas externas montadas en separadores aislantes instalados en la estructura metálica circundante.

## Aplicación práctica
En la práctica, la detección de descargas parciales resulta muy útil para determinar si el aislamiento de un equipo MV/HV está comenzando a degradarse. Por ejemplo, la Autoridad de Salud y Seguridad de Reino Unido ha publicado directrices aconsejando la comprobación regular de la actividad de descarga parcial en seccionadores mecánicos.

## Normas internacionales
- IEC 60270:2000/BS EN 60270:2001 "High-Voltage Test Techniques - Partial Discharge Measurements"
- IEC 61934:2006 "Electrical insulating materials and systems - Electrical measurement of PD under short rise time and repetitive voltage impulses"
- IEC 60664-4:2007 "Insulation coordination for equipment within low-voltage systems –  Part 4: Consideration of high-frequency voltage stress"
- IEC 60034-27:2007 "Rotating electrical machines – Off-line partial discharge measurements on the stator winding insulation of rotating electrical machines"
- IEEE Std 436™-1991 (R2007) "IEEE Guide for Making Corona (Partial Discharge) Measurements on Electronics Transformers"
- IEEE 1434–2000 "IEEE Trial-Use Guide to the Measurement of Partial Discharges in Rotating Machinery"
- IEEE 400-2001 "IEEE Guide for Field Testing and Evaluation of the Insulation of Shielded Power Cable Systems"